# پوست توس

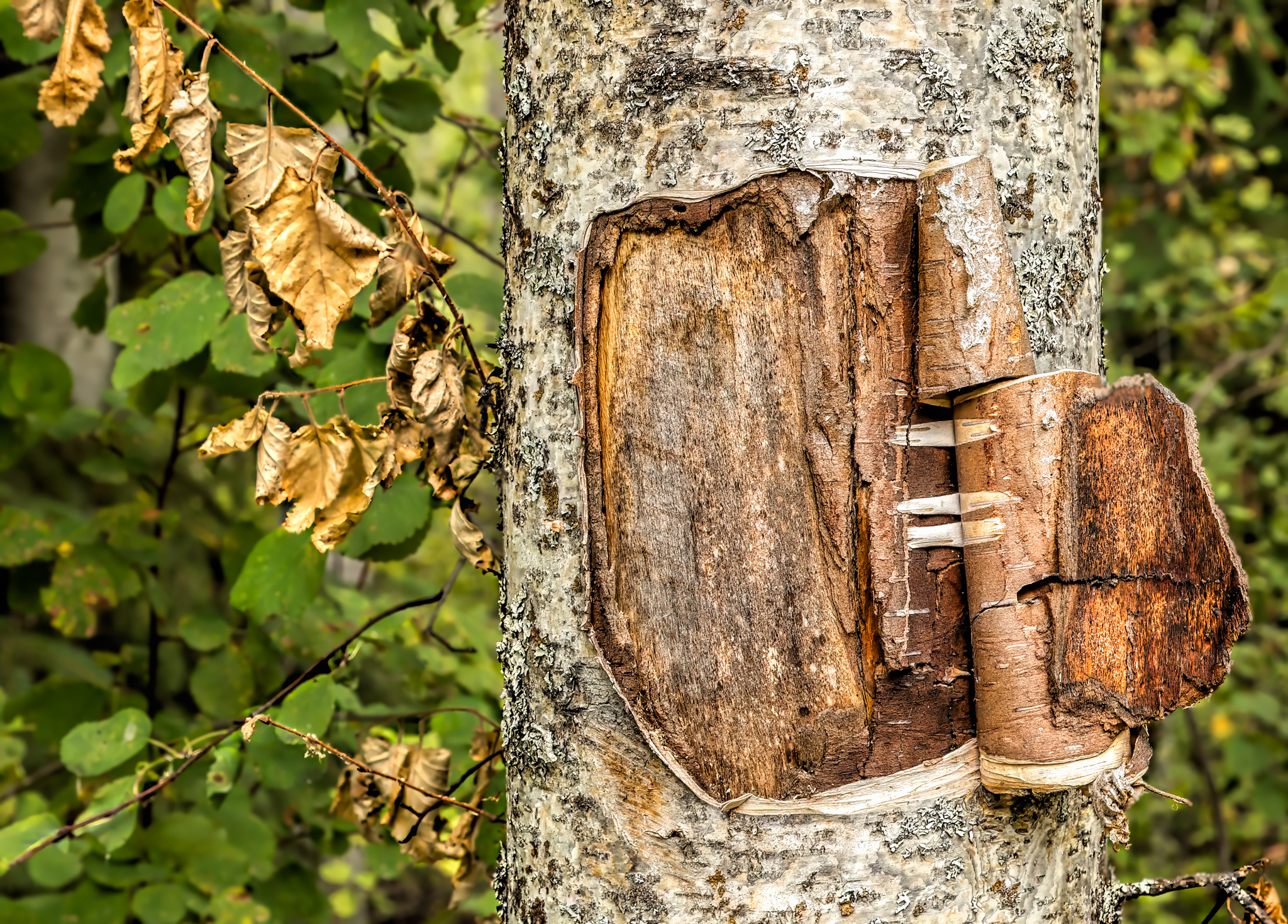
تنه درخت توس، با قسمتی از پوست بریده شده

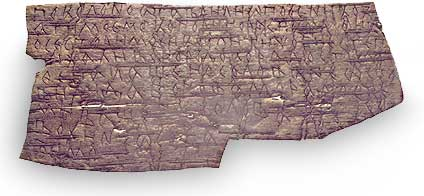
یک نسخه خطی پوست درخت توس روسی از قرن ۱۴

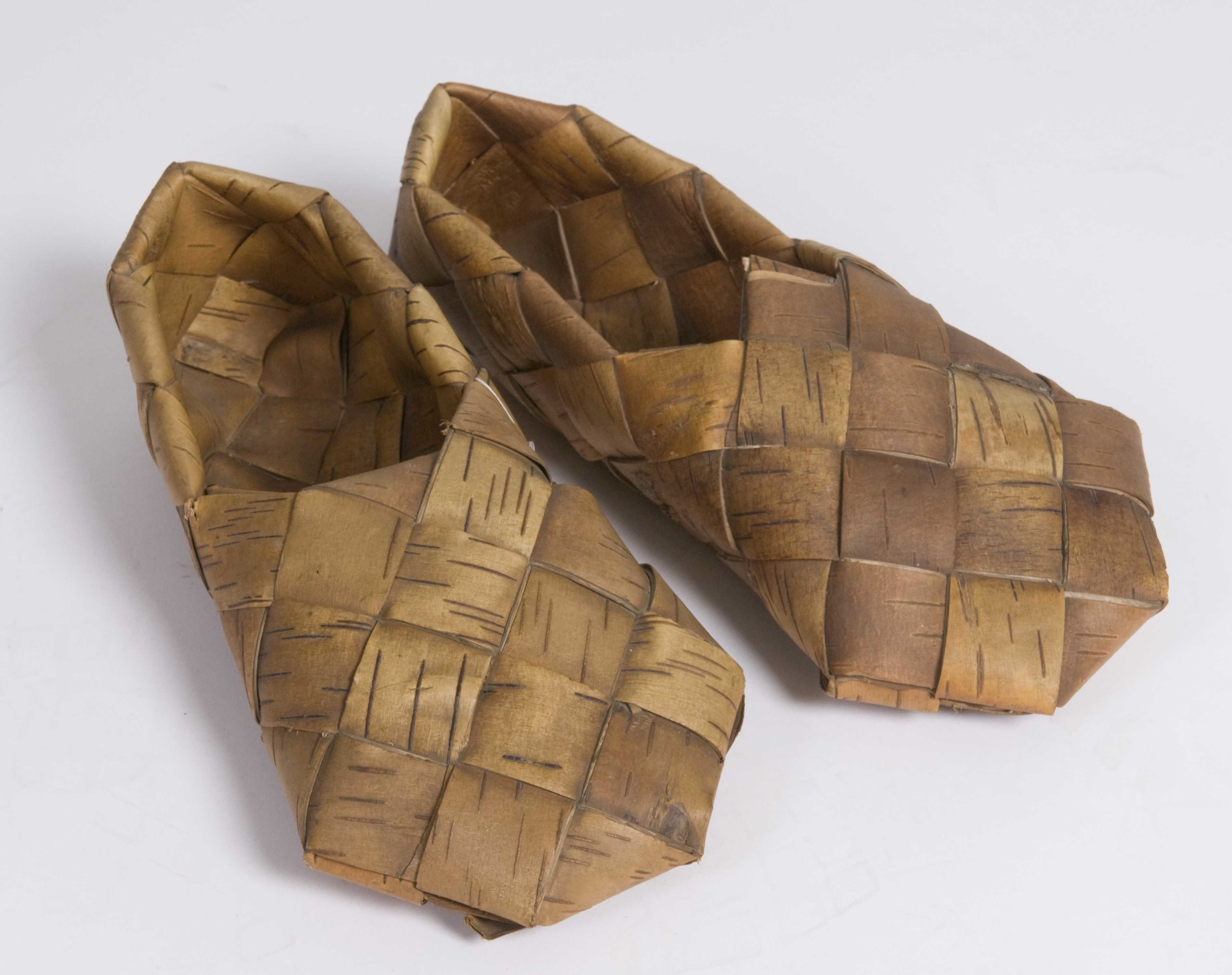
کفش‌های پوست درخت توس

پوست توس (انگلیسی: Birch bark یا انگلیسی: birchbark) پوست چندین درخت توس اوراسیا و آمریکای شمالی از جنس Betula است.
برای تمام اهداف عملی، لایه‌های اصلی پوست درخت توس، لایه متراکم بیرونی، سفید رنگ در قسمت بیرونی، و لایه متخلخل داخلی (کامبیوم) هستند. برای اکثر صنایع دستی، از پوست بیرونی استفاده می‌شود. در بسیاری از زبان‌ها، نام جداگانه‌ای دارد. به عنوان مثال، در زبان روسی «پوست درخت غان» «beryozovaya kora» است، در حالی که پوست بیرونی درخت غان «beryosta» است.
پوست بیرونی مقوایی شکل، محکم و مقاوم در برابر آب، به راحتی قابل برش، خم شدن و دوخت است که آن را از دوران پیش از تاریخ به یک ماده ارزشمند برای ساخت و ساز، صنایع دستی و نوشتن تبدیل کرده است. امروزه، پوست درخت غان همچنان یک نوع چوب محبوب برای صنایع دستی و هنرهای مختلف است.
پوست درخت غان همچنین حاوی مواد دارویی و شیمیایی است. برخی از این محصولات (مانند بتولین) همچنین دارای خواص قارچ‌کشی هستند که به حفظ مصنوعات پوستی و همچنین مواد غذایی نگهداری شده در ظروف پوستی کمک می‌کنند.